# Cruz Gálvez
Coronel José de la Cruz Gálvez fue un militar mexicano que participó en la Revolución mexicana. Nació en Mazatlán, Sinaloa. En 1910, se alzó en armas en apoyo de Francisco I. Madero; también fue constitucionalista: en 1913 se afilió al Cuerpo Auxiliar Federal de la guarnición de Agua Prieta, Sonora, y participó en varios combates con las fuerzas del general Plutarco Elías Calles. Fiel al constitucionalismo en la lucha contra Francisco Villa y José María Maytorena, llegó a ser Jefe del 6o. Batallón. En el ataque a Paredes, Sonora, recibió una herida que le causaría la muerte el 5 de octubre de 1915; antes de morir le otorgaron el nombramiento de coronel. A su funeral asistió el joven revolucionario Lázaro Cárdenas del Río. En Hermosillo se fundó una escuela industrial con su nombre.